# Cyclodes replenens
Cyclodes replenens là một loài bướm đêm trong họ Noctuidae.